# Papier wklęsłodrukowy
Papier wklęsłodrukowy (rotograwiurowy) to rodzaj papieru  przeznaczonego do drukowania wklęsłego. Cechuje go wysoka chłonność i gładkość. Wytwarzany w klasie III (zazwyczaj w gramaturze 90-120 g/m²) i w klasie V i VII (zazwyczaj w gramaturze 65-70 g/m²). Zawartość wypełniacza (kaolin): 20-25% całej masy papieru. Powierzchnię cechuje bardzo dobra gładkość. 